# Chad Gould
Chad Edward Alesna Gould (* 30. September 1982 in Cebu City) ist ein ehemaliger englisch-philippinischer Fußballspieler.

## Vereine
Er wurde in Cebu City auf den Philippinen geboren, zog aber als Kind in das englische Dorset. Er studierte Sportwissenschaften an der Brunel University in London und spielte in den Jugendmannschaften des AFC Bournemouth und vom FC Southampton. Dann folgten Stationen bei Swanage Town & Herston und der Reserve des AFC Wimbledon. In der Saison 2013 gewann er mit den Loyola Meralco Sparks den philippinischer Ligapokal durch einen 3:2-Finalsieg über Pachanga Diliman. Die Spielzeit 2015 verbrachte er bei Perak FA in Malaysia.

## Nationalmannschaft
Zwischen 2004 und 2010 absolvierte er insgesamt 12 Partien für die philippinische A-Nationalmannschaft und erzielte dabei sechs Treffer. Außerdem nahm er mit der U-23-Auswahl an den Südostasienspielen 2005 teil.

## Erfolge
- Philippinischer Ligapokalsieger: 2013

## Sonstiges
Nach Beendigung seiner aktiven Fußballkarriere eröffnete Gould eine Fußballschule in London.  2019 war er außerdem Mitglied der englischen Beachsoccer-Nationalmannschaft.